# Margarida (satélite)
Margarida, também designado como Urano XXIII, é um satélite irregular prógrado de Urano. Foi descoberto por Scott S. Sheppard et al em 29 de agosto de 2003 e recebeu a designação provisória S/2003 U 3. Foi nomeado a partir de um personagem da obra de William Shakespeare Muito Barulho por Nada.
Margarida tem 20 km de diâmetro, e orbita Urano a uma distância média de 14 146 700 km em 1 661 dias. Em 2008, sua excentricidade estava em 0,7979, fazendo de Margarida temporariamente o satélite com órbita mais excêntrica no Sistema Solar, embora a excentricidade média de Nereida é maior.